# Hans Albrecht Wedel
Hans Albrecht Wedel (* 30. November 1888 in Berlin; † 30. September 1917 in Zeebrügge) war ein deutscher Marineflieger im Ersten Weltkrieg.

## Leben

### Familie
Wedel wurde in Berlin-Schöneberg als Sohn des Majors Otto Wedel und dessen Frau Elisabeth Wedel geb. Poppe geboren. Er war ein Neffe des Generals Gustav Adolf von Deines und des Generaldirektors der Deutschen Linoleum- und Wachstuch-Compagnie Oskar Poppe.

### Laufbahn
Nach dem frühen Tod seiner Eltern besuchte er die Kadettenanstalt Plön, wurde im April 1909 zunächst Seeoffizier und trat dann in die 1913 aufgestellte Marinefliegerabteilung der Kaiserlichen Marine ein und erhielt dort seine Ausbildung zum Piloten. Bis November 1914 blieb er in der Marinefliegerabteilung Pilot und kam dann, nun in der II. Marine-Flieger-Abteilung, aber als Beobachter in die Station List. Von Juli 1915 bis November 1916 war er Leiter der Station Norderney (ab September 1915 zur II. Seefliegerabteilung, vormals II. Marine-Flieger-Abteilung gehörend). Am 16. März 1917 wurde er, inzwischen zum Oberleutnant zur See (Beförderung am 2. Mai 1915) befördert, Staffelführer der an diesem Tage in Zeebrügge im von Deutschland besetzten Westflandern aufgestellten Torpedostaffel II der I. Seefliegerabteilung, die feindlichen Schiffsverkehr im Ärmelkanal und in der südlichen Nordsee bekämpfen sollte. Am Morgen des 1. Mai 1917 gelang ihm und seinem Torpedooffizier, Leutnant der Marineartillerie d. R. Wulf Krüger, mit ihrer Maschine T 701, vor Suffolk die Versenkung des britischen Frachtschiffs Gena (2784 BRT), der bis zu diesem Zeitpunkt größte Erfolg der deutschen Torpedoflieger. Sechs Wochen später, am 14. Juni 1917, versenkte seine Staffel vor der Themsemündung den 3718 BRT großen britischen Frachter Kankakee, das überhaupt größte von deutschen Marinefliegern im Ersten Weltkrieg versenkte Schiff.
Wedel und sein Torpedooffizier, der Flugobermeister Erich Golembiewski, kamen am 30. September 1917 ums Leben, als ihre Maschine bei der Landung in Zeebrügge in Flammen aufging. Er wurde in Berlin auf dem Friedhof der St. Jacobikirche an der Seite seines Vaters beigesetzt.

### Ehrung
Die Luftwaffe benannte 1940 eines ihrer Flugsicherungsschiffe nach ihm, die Hans Albrecht Wedel.